# Arenal (río)
El Arenal es un río de la península ibérica, uno de los tributarios más destacados de la margen norte (derecha) del Tiétar, perteneciente a la cuenca hidrográfica del Tajo.
El curso de agua, que tiene una longitud de 24,0 kilómetros, discurre enteramente por la provincia española de Ávila. Cruza el término municipal de Arenas de San Pedro desde el noroeste al sur. Uno de sus tributarios más importantes, el río Cuevas, desagua en el Arenal a la altura del núcleo urbano de Arenas de San Pedro. Existen algunas poblaciones de loro desperdigadas por la ribera del río.